# Norrträsket, Lappland
Norrträsket är en sjö i Malå kommun i Lappland och ingår i Skellefteälvens huvudavrinningsområde.